# Myopsocus putumayensis
Myopsocus putumayensis (лат.) — вид сеноедов рода Myopsocus из семейства Myopsocidae. Южная Америка: Колумбия. Видовой эпитет посвящён департаменту Путумайо в Колумбии, где было обнаружено несколько видов Myopsocidae. Мелкие насекомые, длина переднего крыла около 3 мм. Основная окраска тела коричневая. Принадлежит к группе видов, не имеющих на переднем крыле фестончатого апикального края некоторых его ячеек, но, в отличие от этого, он имеет фаллосому с боковой перемычкой, объединённую в основании широким склеротизованным участком, наружные парамеры дистально широкие, с внутренними край сильно изогнут, апикально сходится мезалически.